# 多普勒参数
多普勒参数（英語：Doppler parameter），或多普勒致宽参数（英語：Doppler broadening parameter）是天体物理中常用来标示天体谱线宽度的物理量，通常用字母{\displaystyle b}表示。其定义为
{\displaystyle b={\sqrt {2}}\sigma ,}
其中{\displaystyle \sigma }是一维速度弥散(Draine 2011，第58頁)。通过这一参数，产生该谱线的粒子的高斯速度分布可被表示为
{\displaystyle p={\frac {1}{\sqrt {2\pi }}}{\frac {1}{\sigma }}e^{-(v-v_{0})^{2}/2\sigma ^{2}}={\frac {1}{\sqrt {\pi }}}{\frac {1}{b}}e^{-(v-v_{0})^{2}/b^{2}},}
其中{\displaystyle p\mathrm {d} v}表示粒子的视向速度处于{\displaystyle [v,v+\mathrm {d} v]}区间内的概率。
谱线的宽度也经常用半峰全宽（FWHM）来表示，其与多普勒参数的转换关系为
{\displaystyle \mathrm {FWHM} =2{\sqrt {2\ln 2}}\sigma =2{\sqrt {\ln 2}}b\approx 1.665b}.

## 分布
莱曼α森林中的吸收线的多普勒参数通常分布在 10–100 km s−1，其中位数约为{\displaystyle b_{m}=36\ \mathrm {km\ s} ^{-1}}，且随红移递减(Kim et al. 1997)。通过分析哈勃空间望远镜上的宇宙起源頻譜儀观测的一批低红移类星体的数据得到多普勒参数的中位数约为{\displaystyle 33\ \mathrm {km\ s} ^{-1}}（Danforth et al. 2016，Gaikwad et al. 2017）。